# Michel Irat

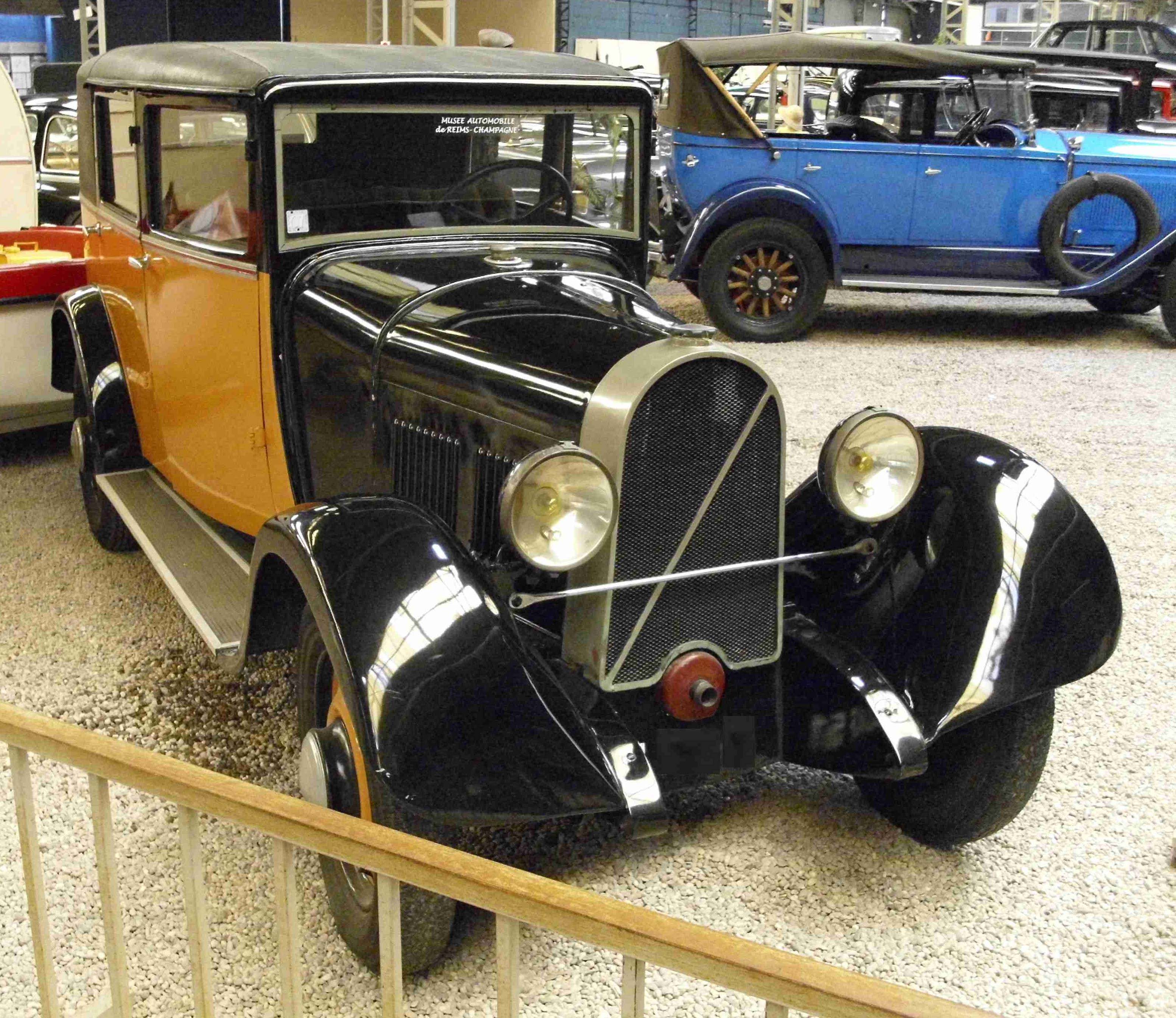
Michel Irat von 1930

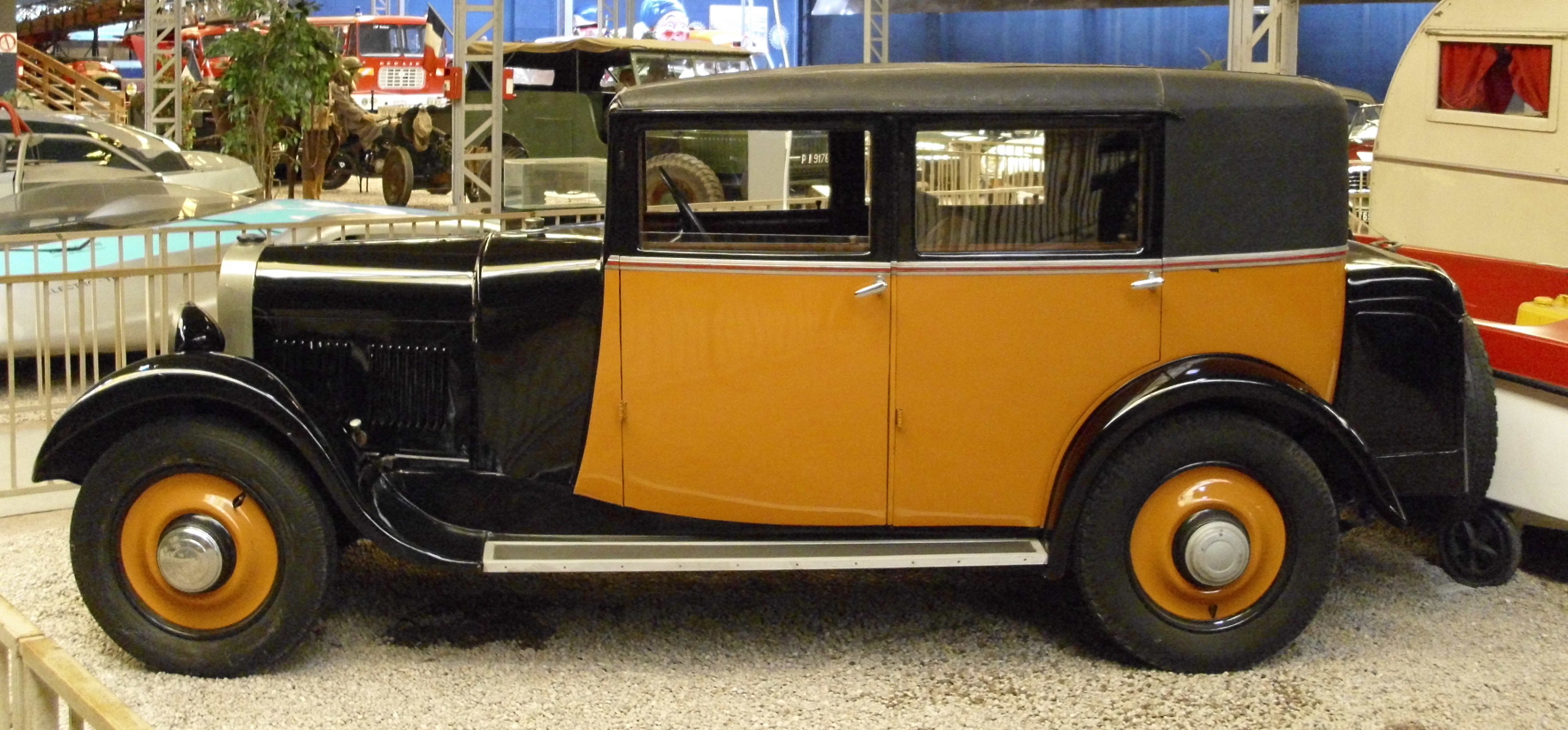
Michel Irat von 1930

Automobiles Michel Irat SA war ein französischer Hersteller von Automobilen.

## Unternehmensgeschichte
Georges Irat, der Georges Irat leitete, übernahm 1929 Chaigneau-Brasier, reorganisierte es und benannte es nach seinem Sohn Automobiles Michel Irat SA. Laut einer anderen Quelle gründete Michel Irat das Unternehmen. Standort war Paris. Die Produktion von Automobilen begann. Der Markenname lautete Michel Irat. 1930 endete die Produktion. Georges Irat setzte die Produktion fort.

## Fahrzeuge
Das einzige Modell CB 2 basierte auf dem Modell 9 CV von Chaigneau-Brasier. Es war mit einem Vierzylindermotor mit 1086 cm³ Hubraum (Bohrung × Hub 62 × 90 mm) ausgestattet, der Radstand betrug 2,70 m.
Ein Fahrzeug dieser Marke ist im Musée Automobile Reims Champagne in Reims zu besichtigen.